# Pontuseau

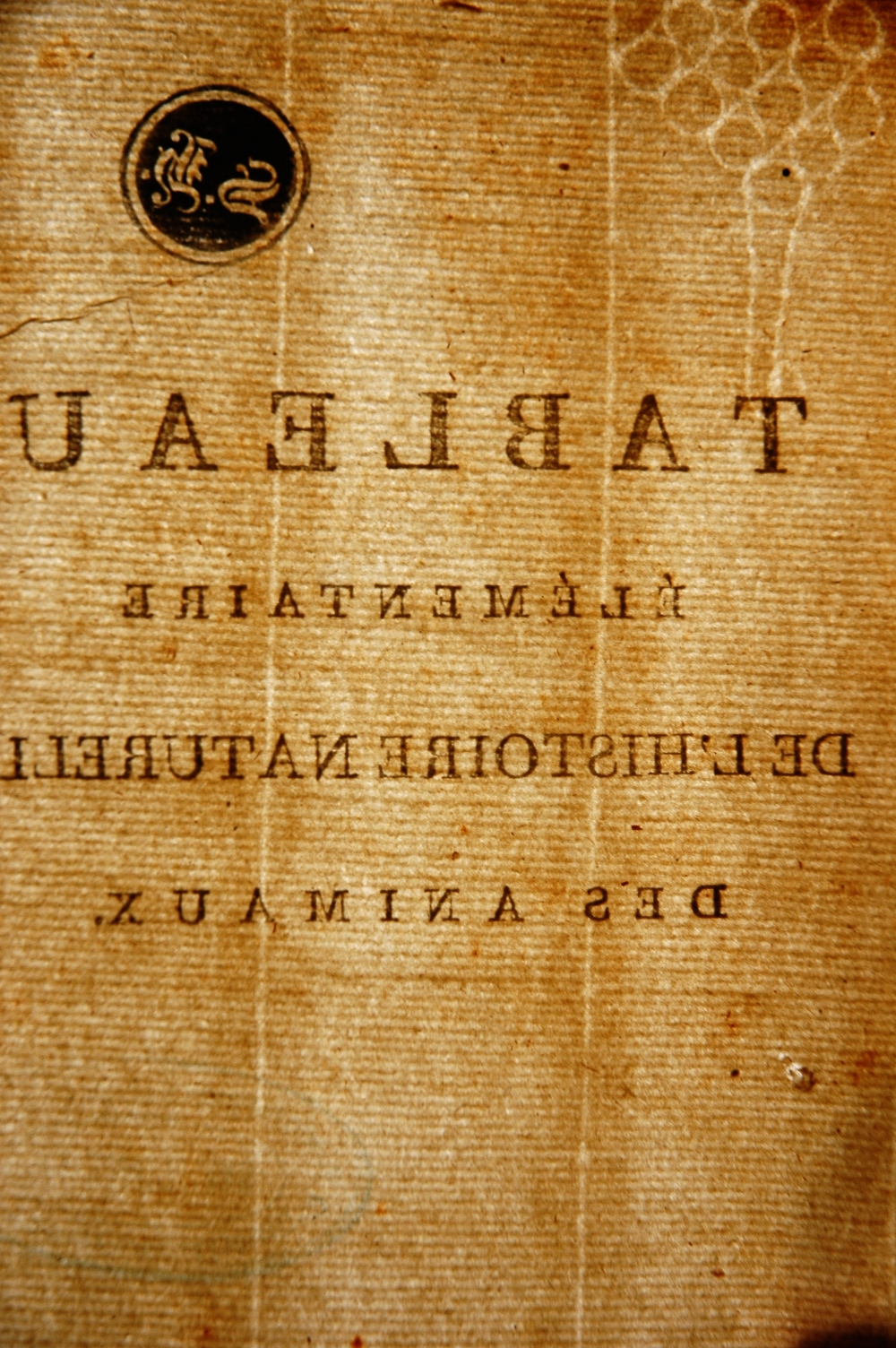
Les pontuseaux sont les lignes claires verticales visibles par transparence sur cette page de frontispice de lHistoire Naturelle des Animaux de Georges Cuvier.

Le pontuseau est une fine traverse destinée à soutenir les vergeures (prononcer [vɛrʒyr]), sorte de trame métallique qui reçoit la pâte à papier, dans la fabrication traditionnelle du papier. Les vergeures et les pontuseaux laissent des marques visibles par transparence sur les papiers dits « vergés ».
Dans les moulins à papier, les artisans fabriquent les feuilles une par une à l'aide d'une forme. La forme est composée d'un châssis en bois tendu d'un tamis soutenu par de petites traverses dont la section est en forme de goutte : les pontuseaux. Lors de l'égouttage de la pâte à papier à travers le tamis, les pontuseaux laissent une marque dans l'épaisseur du papier. Cette marque est visible par transparence (comme un filigrane) dans le papier vergé. Les mêmes marques dans le sens horizontal, laissées par le tamis, sont les vergeures.
Lors de la fabrication du papier industriel, l'eau utilisée pour le transport des fibres s'égoutte à travers les mailles de la toile, d'abord par simple gravité. Les pontuseaux sont alors des rondins placés sous la toile de fabrication pour la soutenir et dont le mouvement rotatif provoque une aspiration. Le mouvement de rotation des pontuseaux accélère le phénomène d'égouttage des fibres chargées d'eau, pour former une feuille de plus en plus dense.